# 里奇蘭鎮區 (密蘇里州斯科特縣)
里奇蘭鎮區（英語：Richland Township）是位於美國密蘇里州斯科特縣的一個行政鎮區。

## 地方資料
里奇蘭鎮區的面積為57.21平方千米，當中陸地面積為56.72平方千米，而水域面積為0.49平方千米。根據2020年美國人口普查的數據，當地共有人口16336人，而人口密度為每平方千米285.54人。